# Piroscsőrű tüskecsőrű-kolibri
Az piroscsőrű tüskecsőrű-kolibri (Ramphomicron microrhynchum) a madarak osztályának sarlósfecske-alakúak (Apodiformes)  rendjébe és a kolibrifélék (Trochilidae) családjába tartozó faj.

## Előfordulása
Az Andokban Venezuela, Kolumbia, Ecuador, Peru és Bolívia területén honos. A természetes élőhelye szubtrópusi és trópusi hegyi esőerdők és gyepek.

## Alfajai
- Ramphomicron microrhynchum andicolum (Simon, 1921)
- Ramphomicron microrhynchum microrhynchum (Boissonneau, 1840)
- Ramphomicron microrhynchum albiventre (Carriker, 1935)
- Ramphomicron microrhynchum bolivianum (Schuchmann, 1984)

## Megjelenése
Rövid piros csőre van. A hím háta bíborszínű.

## Életmódja
Nektárral és rovarokkal táplálkozik.

## Szaporodása
Csésze alakú fészkét növényi rostokból készíti.